# Constitución Política de la Ciudad de México
La Constitución Política de la Ciudad de México es la norma fundamental establecida para regir jurídicamente a la Ciudad de México. Fue redactada, discutida y aprobada en su totalidad por la Asamblea Constituyente de la Ciudad de México el 31 de enero de 2017 como parte de la Reforma política del Distrito Federal de México de 2015. Entró en vigor el 17 de septiembre de 2018 y tiene listos sus reglamentos y normas completamente desde 2019.
Entre el conjunto de leyes que contempla están las del establecimiento de alcaldías en las anteriores delegaciones, la elección directa de dichas entidades como alcaldes; reconoce a la ciudad como un sitio plurilingüe, pluriétnico y pluricultural, y derechos como el matrimonio igualitario, el derecho a un medio ambiente sano, la priorización de los peatones y ciclistas en la movilidad urbana, el derecho al tiempo libre así como la protección animal.
Es la única constitución en el mundo que incluye íntegra la Declaración de las Naciones Unidas sobre los derechos de los pueblos indígenas (Art. 57), lo cual establece un hito en la historia del derecho indígena.